# Francesco Serlupi Crescenzi
Francesco Serlupi Crescenzi (né le 26 octobre 1755 à Rome, alors capitale des États pontificaux et mort dans la même ville le 6 février 1828) est un cardinal italien du XIXe siècle.

## Biographie
Francesco Serlupi Crescenzi exerce diverses fonctions au sein de la Curie romaine, notamment auprès de la Rote romaine. Pendant l'occupation de Rome par les Français, il est envoyé  en Corse et reste emprisonné sur l'île pendant trois ans. Après la restauration, il exerce notamment des fonctions à la Rote romaine et à la Congrégation des rites. Le pape Pie VII le crée cardinal lors du consistoire du 10 mars 1823. Il participe au conclave de 1823 lors duquel Léon XII est élu pape. Le cardinal Serlupi-Crescenzi meurt à Rome le 9 février 1828 à l'âge de 72 ans.

### Sources
- Fiche du cardinal Francesco Serlupi Crescenzi sur le site fiu.edu